# ミゲル・ピニェラ
ホセ・ミゲル・ピニェラ・エチェニケ（西: José Miguel Piñera Echenique）、通称ネグロ・ピニェラ（Negro Piñera、1954年10月15日 - 2025年2月28日）は、チリ、サンティアゴ出身のセレブリティ、ナイトクラブオーナー、アマチュアミュージシャンである。
90年代から多くのコメディアンにモノマネされており、現在もチリのショービジネスとナイトクラブ産業での有名人である。同国大統領のセバスティアン・ピニェラ、経済学者のホセ・ピニェラとパブロ・ピニェラと兄弟関係にある。

## 来歴
1954年、ホセ・ピニェラ・カルバージョとマグダレナ・ロザスの5番目の子供として生まれた。兄弟にグアダルペ、ホセ、セバスティアン、パブロとマリア・テレサ"マグダレナ"がいる。アストゥリアス、バスク系である。青春期はチリの大使だった父親の仕事の都合で、ベルギーとニューヨーク市に住んでいた。
15歳の時にエレクトリックギターを貰い、音楽に興味を持った。1982年に、デビュー・アルバム『Fusión Latina』を発表し、収録曲『La Luna Llena（日: まんげつ）』が大ヒットした。1983年にビニャ・デル・マール音楽祭に出演。
1980年代に実業家としての活動を開始。色々なナイトクラブを経営し、90年代後半に歌手でかつての友人であるミゲーロと開いた「Entre Negros」が特に有名になった。
2002年、アルゼンチンのモデル、ベレーン・イダルゴと結婚。7年後の2011年秋に結婚生活に確執が生じ離婚。
2005年、歌手コンテスト「Rojo Vip」に参加し、2010年にアルゼンチンのダンス番組「Bailando Por un Sueño」にも出場。
2024年12月に急性白血病と診断され、2025年2月28日、敗血症性ショックで入院していたテムコの病院で多臓器不全により死去。70歳没。